# Beim Feicht
Beim Feicht Ist eine österreichische Fernsehsendung, ausgestrahlt auf W24 und moderiert von Oliver Feicht.

## Konzept
In der Sendung Beim Feicht interviewt Oliver Feicht in einem Studio mit einem Panoramabild der Stadt Wien im Hintergrund meist drei Gäste zu einem bestimmten Thema.
Zu Beginn der Sendung grüßt der Moderator, der Wiener Dialekt spricht, immer eine bestimmte Berufsgruppe oder Mitarbeiter einer Firma.
Die Gäste nehmen an einem Wettspiel teil.
Das Spiel hat drei Runden, wobei immer einer der Gäste die aktuelle Runde gewinnen kann. Wer gewinnt, entscheidet der Moderator auf Grund von Sympathie. Während der Sendung kann es passieren, dass plötzlich eine Stimme aus dem Off Kommentare abgibt. Diese Stimmen sind meist Imitationen von Arnold Schwarzenegger, Frank Stronach, Toni Polster u. a.
In der Sendung wird Produktplatzierung betrieben.